# Papilio anactus
Papilio anactus is een vlinder uit de familie van de pages (Papilionidae). De wetenschappelijke naam van de soort is voor het eerst geldig gepubliceerd in 1827 door MacLeay.

## Kenmerken
De spanwijdte bedraagt ongeveer 6 cm.

## Verspreiding en leefgebied
Deze vlindersoort is endemisch in Australië.

## Waardplanten
De waardplanten zijn Eremocitrus glauca en Microcitrus australis uit de wijnruitfamilie (Rutaceae).